# Osojno
Osojno je osada v obci Dražeň, ve střední části okresu Plzeň-sever v Plzeňském kraji. Leží 6,5 kilometru jihovýchodně od Manětína v údolí Osojenského potoka.

## Historie
Nad západním okrajem osady se zvedá skalnatý hřbet, na kterém se v pravěku nacházelo eneolitické výšinné sídliště zvané Dvůr Osojno. Další pravděpodobně eneolitické sídliště se nacházelo asi o 500 metrů dále na jihovýchod na ostrožně, která vybíhá nad Osojenský potok ze západní části vrchu Hůrka.
První písemná zmínka o vesnici pochází z roku 1169, kdy král Vladislav II. daroval osadu s tehdejším názvem Ozoya komendě johanitů v Manětíně. Okolí osady však bylo podle archeologických nálezů osídleno i v pravěku. Název osady Osojno by mohl vycházet ze staroslovanského slova osjný, tj. ležící na stinném místě. Později se také osadě říkalo Solníky.
Na počátku husitských válek v roce 1420 zastavil císař Zikmund manětínské panství včetně Osojna Bohuslavovi ze Švamberka. V roce 1454 zastavil Bohuslavův syn Hynek Krušina se svým synem Bohuslavem za 200 kop Osojno a sedm dalších vesnic strýci Janu ze Švamberka na Rokycanech. Švamberkové získali manětínské panství do úplného vlastnictví v roce 1483, kdy král Vladislav Jagellonský povolil mistru johanitského řádu ve Strakonicích, Janu ze Švamberka, definitivní prodej Manětína a 28 vsí včetně Osojna Bohuslavovi a jeho synům Hynkovi a Jindřichovi za 9 024 kop. K roku 1548 je v Osojně připomínán poplužní dvůr s pivovarem a tvrzí v držení Jáchyma ze Švamberka.
Roku 1577 nebo 1587 prodala Kryzelda Švamberková z Lobkovic Osojno a sedm okolních vsí Jeronýmu mladšímu Hrobčickému z Hrobčic za třináct tisíc kop grošů. Dvůr v Osojně přestal být samostatným statkem a byl připojen k Manětínu. Také osojenský pivovar byl zrušen, neboť Hrobčický měl v Manětíně postavený pivovar nový. Vesničanům nastaly kruté časy, což dosvědčují dochované stížnosti rychtářů z prodaných vesnic, kteří si roku 1592 stěžovali králi Rudolfovi II. na nového pána a. Uváděli, že Hrobčický zvýšil roboty ze tří dnů na 22, pobral všechny lesy, sedlákům bere syny a dcery do dvorů, aniž by jim zaplatil. Dále si stěžovali špatné pivo, které po zrušení místního pivovaru museli od Hrobčického za osm grošů odebírat – než pivo z Manětína dovezou, všechno zoctí a nelze je pít, přičemž o svátcích letničních dostávali o sud více, než mohli vypít. Jeroným Hrobčický byl podle poddaných také příliš tvrdý. Pro maličkosti dával pokuty, které tvrdě vymáhal, a prý ani na domluvný dopis od Kryzeldy Švamberkové z Lobkovic nic nedal. Jeroným Hrobčický králi odpověděl, že bydlí už několik let v Košticích a nemůže odpovídat za svého manětínského úředníka.
K roku 1616 byl vlastníkem Osojna Jeronýmův syn Jan Vilím Hrobčický z Hrobčic, který si je nechal s ostatním majetkem zapsat do zemských desk, ale již o rok později musel předlužené manětínské panství prodat Kryštofu Karlovi z Roupova. Tomu bylo po porážce stavovského povstání panství zkonfiskováno a koupil jej rod Lažanských z Bukové.
Za třicetileté války byla vesnice i se dvorem pravděpodobně vypleněna, protože v letech 1670–1680 nechal Karel Maxmilián Lažanský postavit zcela nový dvůr Osojno a svedl k němu veškeré pozemky po zaniklé vsi.

## Okolí
Údolí Osojenského potoka, které má ráz šumavského podhůří, je sevřeno mezi kopce Citeř (589 m) a Hůrku (575 m) převyšující dno údolí o téměř sto metrů. Na severozápadním svahu Hůrky se nachází přírodní památka Osojno chránící původní smíšený les.
Osojno sousedí na severu s Hodovizem, na severovýchodě s Pláněmi, na jihu s Bažantnicí a na západě s Hvozdem.

## Galerie

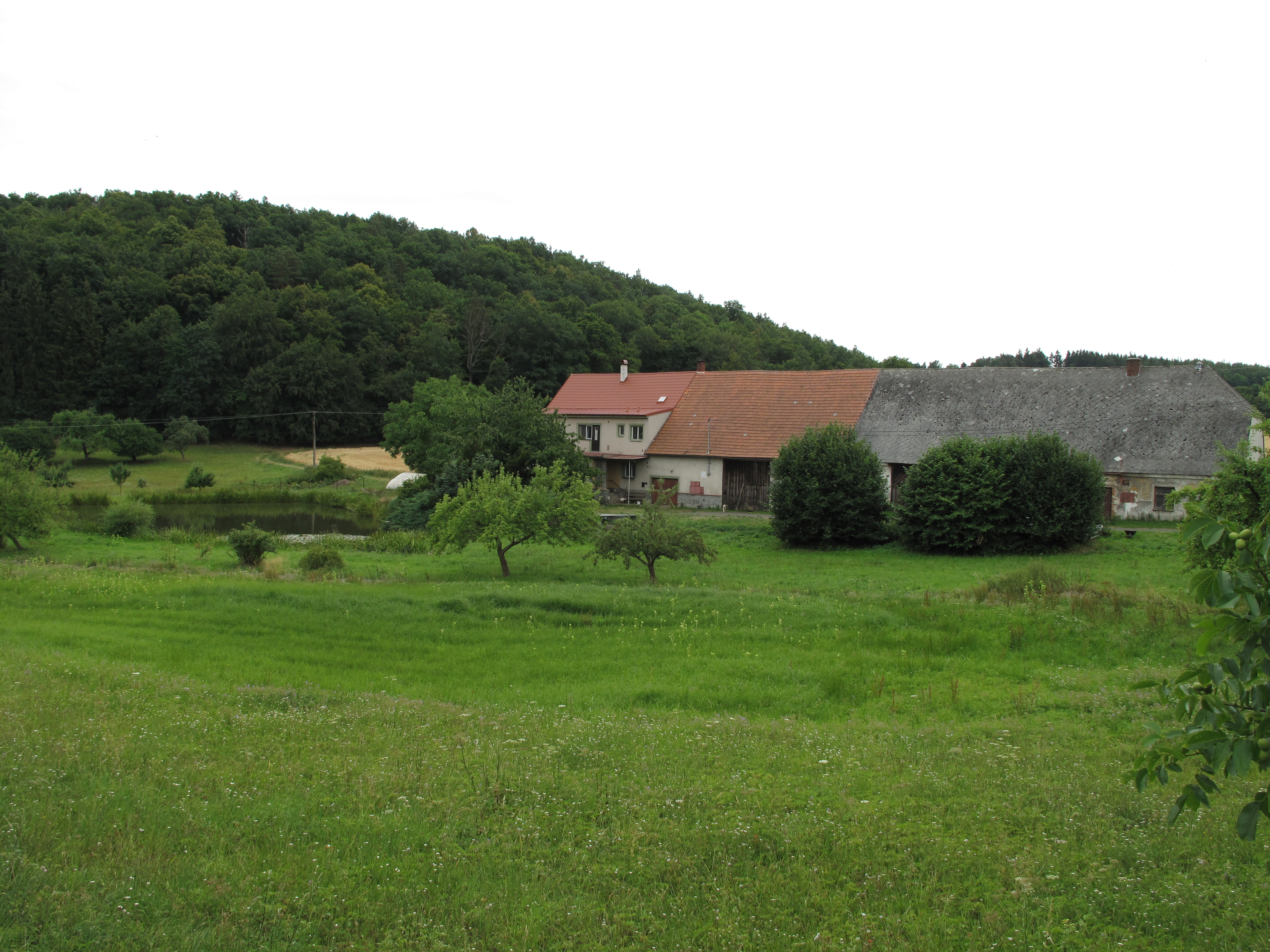
Chalupa
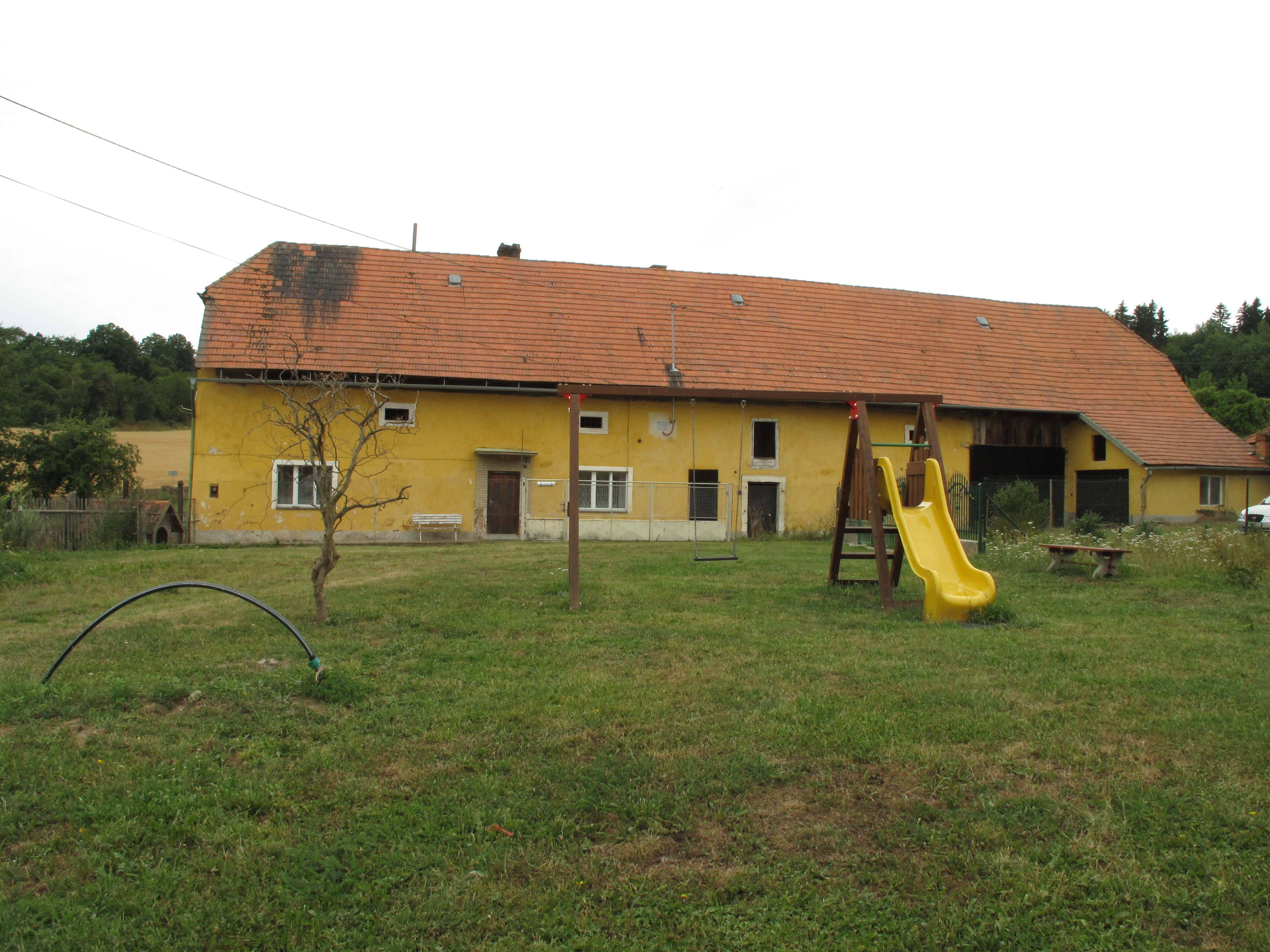
Dětské hřiště
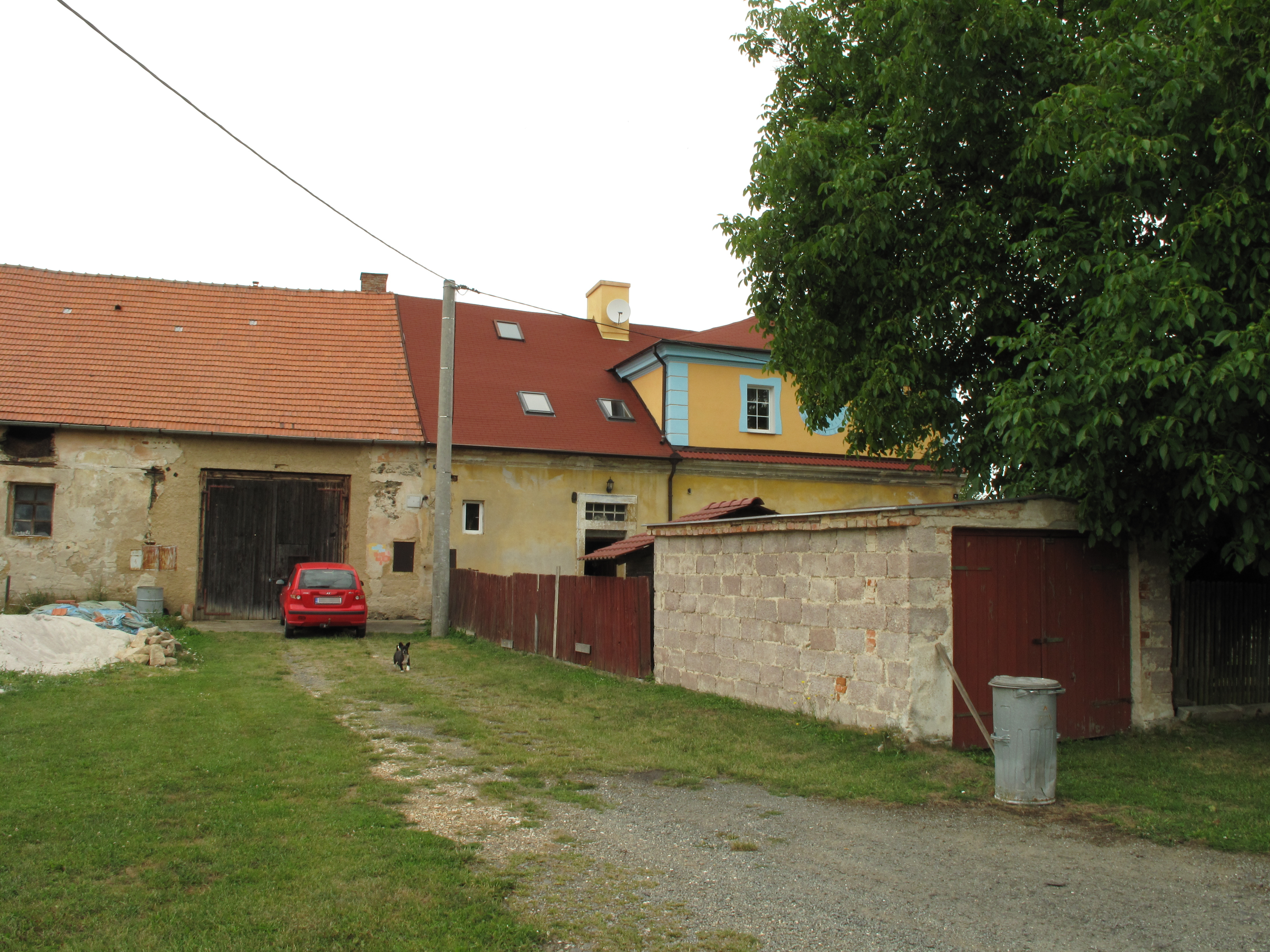
Dvorec
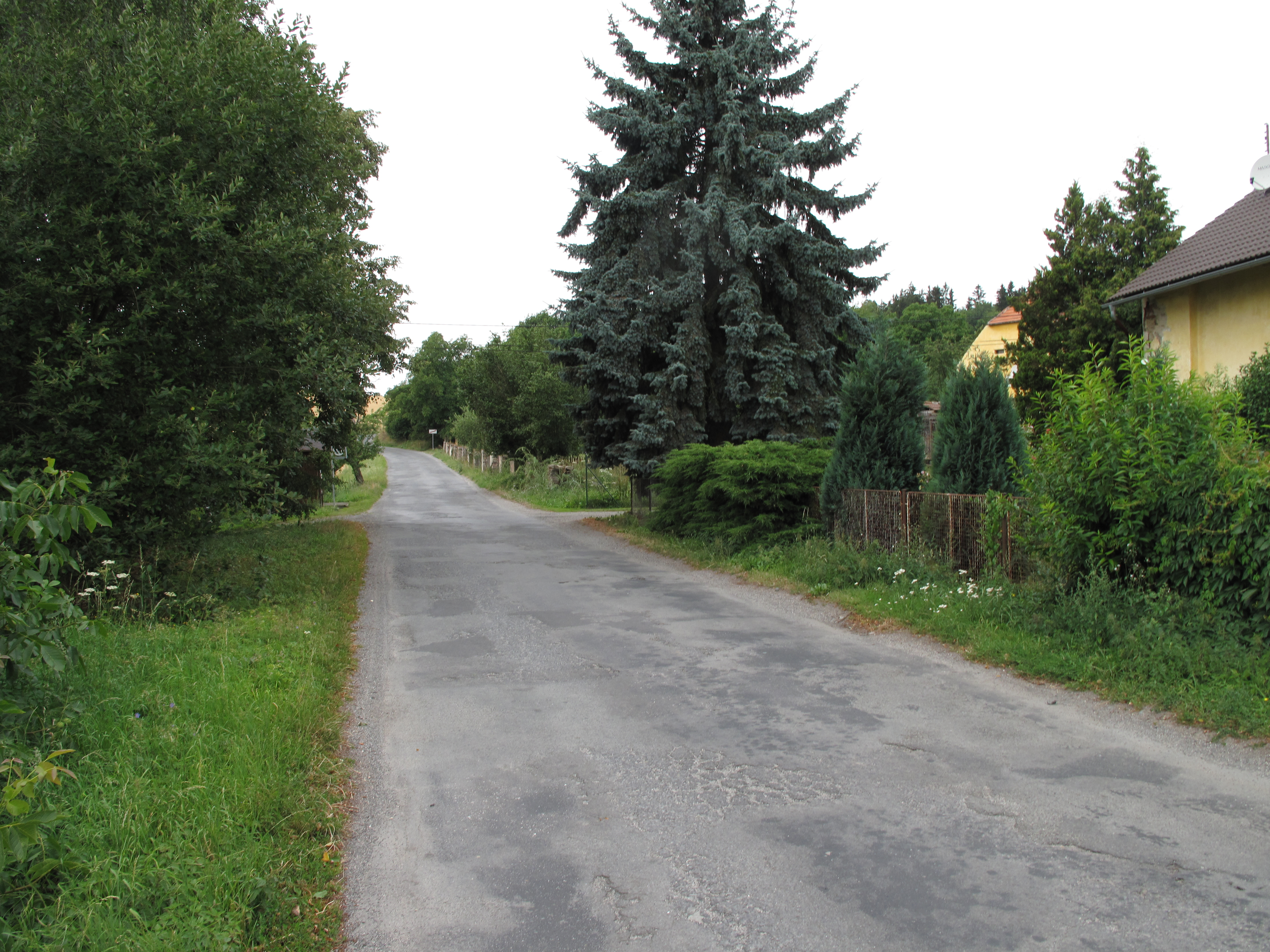
Hlavní silnice